# Лі Дао-юань
Лі Дао-юань (*李调元, 29 грудня 1734 —14 січня 1803) — китайський вчений, бібліофіл, поет часів династії Цін.

## Життєпис
Походив з чиновницької родини. Народився у м. Луоцзян (провінція Сичуань). Батько Лі Хуанань цікавився літературою, складав вірші. Сам Лі Дао-ань отримав класичну освіту. Замолоду виявив хист до поезії. У 1763 році з успіхом склав імператорський іспит та отримав вищу вчену ступінь цзіньши. Незабаром отрима посаду заступника екзаменатора провінції Гуандун.
У 1780-х роках отримав посаду у відомстві кадрів, де прослужив тривалий час. Наприкінці життя відійшов від справ, помер 14 січня 1803 року.

## Творчість
На літературну діяльність Лі Дао-юаня справила його служба в Гуандуні. Опису подорожі в Гуандун присвячений збірка його віршів 1774 року.
Водночас зацікавився зібрання місцевого фольклору. У 1777 році він випустив збірку творів місцевих авторів, а потім — збори місцевих народних пісень («Юе фен»). Він також видав антологію «Шу я», що включала вірші поетів його рідної провінції Сичуань з III по XVII ст.
Йому належить опис різних ігор, словник значень древніх ієрогліфів, майже вийшли з ужитку, збірка розмовних висловів, використаних у творах літератури, «Роздуми про вірші», нотатки про драму.